# 扁肯氏兽属
布拉塞龍屬（学名：Placerias）又稱扁肯氏獸，意為「寬廣的身體」，屬於獸孔目的二齒獸類，生存於三疊紀诺利阶的北美洲，約2億2100萬到2億1000萬年前。布拉塞龍屬於史达勒克兽科，是這群動物中最晚的代表之一。在外表上，布拉塞龍類似其近親伊斯基瓜拉斯托獸。

## 描述

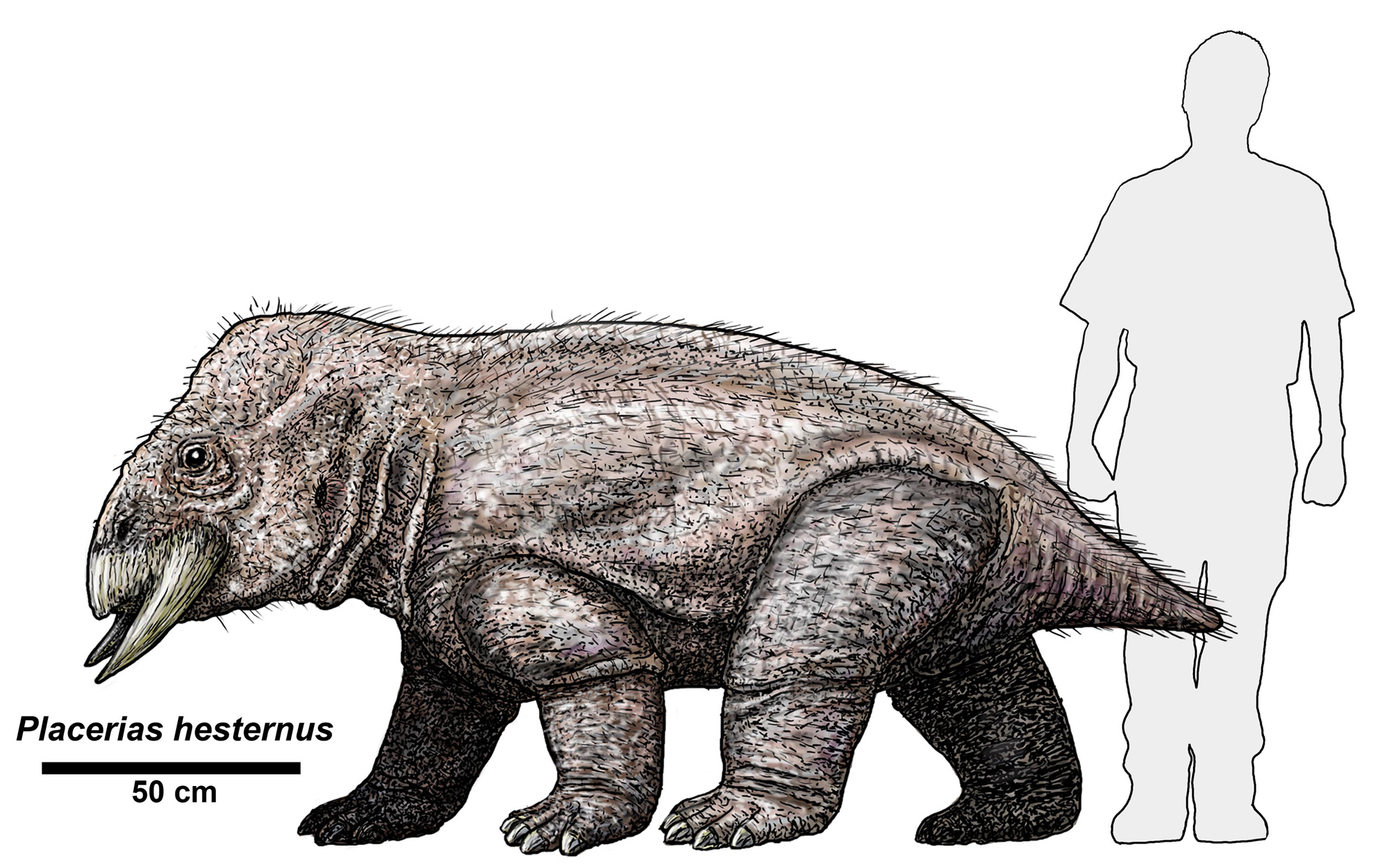
布拉塞龍与人类体型比较图

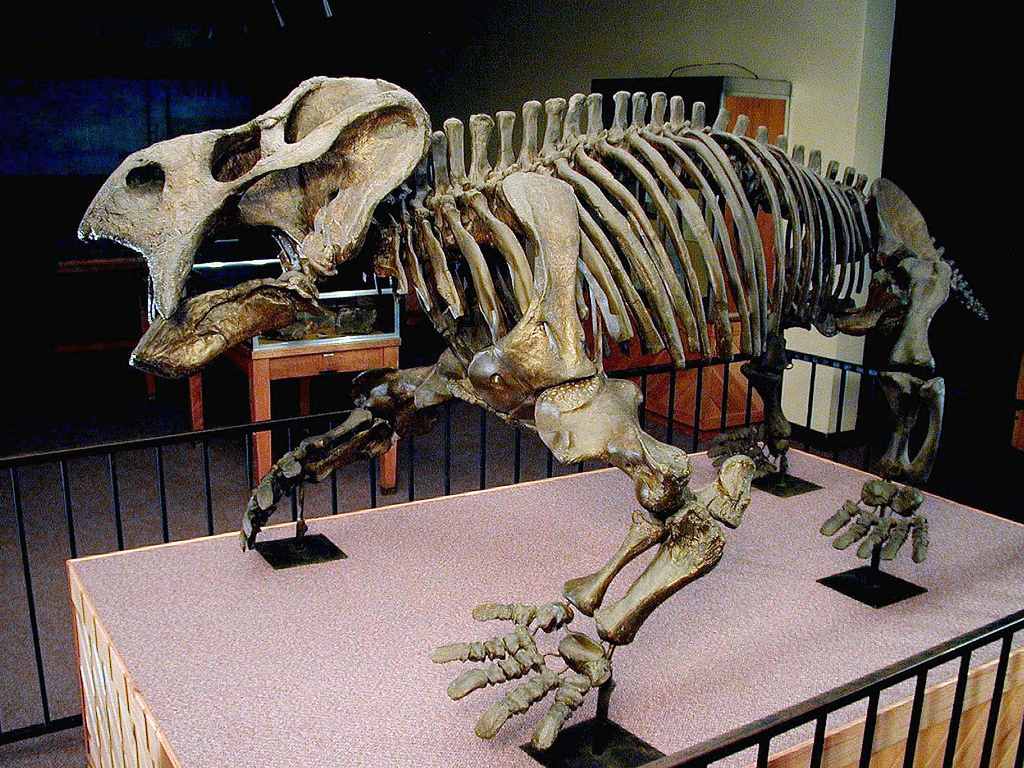
布拉塞龍的骨架模型

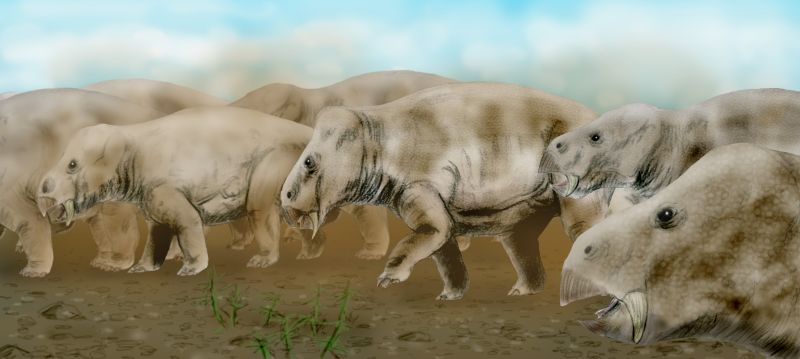
群體行動的布拉塞龍想像圖

布拉塞龍是當時環境裡的最大型草食性動物，身長約3.5公尺，重達2噸。布拉塞龍有強壯的頸部、四肢，身體呈圓筒狀。布拉塞龍使用喙狀嘴與兩個長牙以拔起植物；長牙也可能用來作為防禦、或物種內的視覺展示物用。布拉塞龍跟現代河馬可能有相同的生態位與演化相似處。牠們可能生存在水邊，以躲避陸地掠食動物的侵襲。

## 化石
目前已發現40個布拉塞龍化石，發現在亞利桑那州石化森林東南部的聖約翰斯市附近。這個地點在1930年由加州大學柏克萊分校的查爾斯·路易斯·坎普與塞繆爾·保羅·威爾斯發掘，現已成為布拉塞龍採石場。該地點的沉積物特徵顯示出低能量的沉積環境，可能是氾濫平原沉積。骨頭大部分與泥岩、以及通常包含大量的碳酸鹽小球的地層在一起。
布拉塞龍最初被認為是生存年代最晚的二齒獸類之一，近年發現的澳洲昆士蘭州化石顯示二齒獸類仍生存到白堊紀早期。

## 大眾文化
布拉塞龍出現於《與恐龍共舞》（Walking with Dinosaurs）電視節目中，第一集裡布拉塞龍在河邊飲水時，被腔骨龍、波斯特鱷所獵食，並以長牙擊傷波斯特鱷，造成對方的死亡。在另外一場景裡，布拉塞龍遷徙以尋找食物，以長牙挖掘樹根並進食。

## 外部連結
- 與恐龍共舞 - 布拉塞龍
- Dinosaur and Paleontology Dictionary: 布拉塞龍 （页面存档备份，存于）